# مالورن (اوهایو)
مالورن (به انگلیسی: Malvern) یک روستا در ایالات متحده آمریکا است که در شهرستان کرول، اوهایو واقع شده‌است. مالورن ۱٫۷۴ کیلومتر مربع مساحت و ۱٬۱۸۹ نفر جمعیت دارد و ۳۰۳ متر بالاتر از سطح دریا قرار دارد.